# تمرين وزن الجسم

تعد العقلة من التمارين الشائعة التي تعتمد على وزن الجسم.

تمارين وزن الجسم هي تمارين القوة التي تستخدم وزن الشخص لتوفير المقاومة ضد الجاذبية .  يمكن أن تعمل تمارين وزن الجسم على تعزيز مجموعة من القدرات الحركية الحيوية بما في ذلك القوة،، والقدرة على التحمل، والسرعة، والمرونة، والتنسيق، والتوازن.  لقد أصبح تمرين القوة هذا أكثر شعبية بين الرياضيين الترفيهيين والمحترفين.  يستخدم تمرين وزن الجسم حركات بسيطة مثل الدفع، والسحب، والجلوس، والانحناء، والالتواء، والتوازن.  تعتبر التمارين المختلفة مثل تمرين الضغط ، والعقلة، وتمرين المعدة من بين تمارين وزن الجسم الأكثر شيوعًا. 

## المزايا

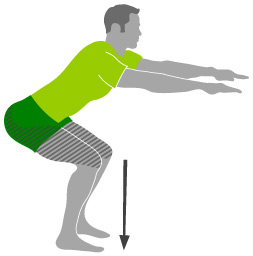
تتطلب تمارين القرفصاء باستخدام وزن الجسم مساحة صغيرة ولا تتطلب أي معدات. بعد القرفصاء يعود الفرد إلى الوقوف مع تحريك ذراعيه إلى جانبيه. يمكن تعديل ارتفاع القرفصاء لأعلى أو لأسفل اعتمادًا على المتطلبات الفردية (على سبيل المثال، قد يقوم شخص غير معتاد على ممارسة التمارين الرياضية بالقيام بالقرفصاء الى نصف المدى الحركي الكامل للتمرين الطبيعي). نظرًا لمداها الحركي، تُعد القرفصاء من بين التمارين الأكثر فعالية لتحسين القوة والقدرة على التحمل.

معظم تمارين وزن الجسم لا تتطلب أي معدات على عكس الكثير من التمارين الإعتيادية. بالنسبة للتمارين التي تتطلب معدات، غالبًا ما تكون الأدوات المنزلية الشائعة (مثل منشفة الحمام) كافية، أو يمكن إيجاد بدائل (على سبيل المثال، استخدام فرع شجرة أفقي لأداء العقلة). وعلى هذا النحو، فإن تمارين وزن الجسم مريحة أثناء السفر أو في الإجازة، عندما لا يكون الوصول إلى قاعة تمرينات أو معدات متخصصة متاحًا.  ميزة أخرى لتمارين وزن الجسم هي أنها لا تتطلب أي تكلفة. 

## العيوب
نظرًا لأن تمارين وزن الجسم تستخدم وزن الفرد لتوفير مقاومة حركية، فإن الوزن الذي يُرفع ليس أكبر من وزن الجسم، وهذا يمكن أن يحد من نمو العضلات الجديدة. من بين العيوب الأخرى أن تمارين وزن الجسم قد تكون صعبة على المبتدئين.

## تمارين وزن الجسم لكبار السن
أثبتت بعض تمارين وزن الجسم فائدتها للمشاركين الشباب، ولكبار السن أيضًا.  يستفيد كبار السن الذين يمارسون تمارين وزن الجسم من خلال اكتساب الكتلة العضلية، والقدرة على الحركة، وكثافة العظام، فضلاً عن انخفاض الاكتئاب وتحسين نظام النوم.   ويعتقد أيضًا أن تدريبات وزن الجسم قد تساعد في تقليل أو منع التدهور المعرفي مع تقدم الناس في السن.  بالإضافة إلى ذلك، قد يخف خطر السقوط المرتفع لدى كبار السن من خلال تمارين وزن الجسم. يوصى بتمارين تركز على الساقين والبطن مثل القرفصاء لزيادة قوة الساق والجذع، وبالتالي تقليل خطر السقوط.  توفر تمارين وزن الجسم حركة متعددة الاتجاهات تحاكي الأنشطة اليومية، وبالتالي يمكن أن تكون أفضل من استخدام آلات رفع الأثقال. 